# نشریات ادواری
نشریه‌های ادواری موادی هستند که انتشار آن‌ها از یک زمان خاص شروع شده است و با یک فاصله زمانی مشخص تا یک زمان نامشخص ادامه خواهد یافت. در برابر آن تک نگاشت‌ها (Monographs) قرار می‌گیرند. آن‌ها موادی هستند که در یک یا چند جلد منتشر می‌شوند و انتشار آن‌ها دیگر ادامه نمی‌یابد. کتاب، نمونه‌ای آشنا از این نوع است.
مجله‌ها، نشریه‌های تخصصی (ژورنال‌ها)، و روزنامه‌ها به دسته ادواری‌ها متعلق هستند. هر کدام از این مواد یاد شده خود نیز انواع گوناگونی دارند که ویژگی‌های منحصر به فرد خود را دارا هستند. این نشریات با لحاظ کردن آن ویژگی‌ها از یکدیگر متمایز می‌شوند. مجلات در دو دسته اصلی عامه پسند و‌ ‌جاری‌نگر (current affairs) قرار می‌گیرند. برای ژورنال‌ها تقسیم بندی‌های متفاوتی عرضه شده است. متداول‌ترین آن‌ها، تقسیم ژورنال‌ها به دو نوع تحقیقی-دانشگاهی‌ (scholarly) و حرفه‌ای (trade) است. انواع مختلفی از روزنامه‌ها نیز وجود دارد. مثلا روزنامه‌هایی که به جای پرداختن صرف به مسائل روز، به مسائل احساسی، عاطفی و شورانگیز می‌پردازند تا فروش خود را بالا ببرند، به روزنامه‌های زرد معروف هستند.
برخی از ویژگی‌هایی که انواع نشریات ادواری را از یکدیگر متمایز می‌سازد، عبارت است از نویسندگان مطالب آن‌ها، داوران مقالات، نحوه بررسی مطالب برای پذیرش، مخاطبان آن‌ها، تعداد و نحوه استناد مآخذ، سطح زبان نوشتاری مطالب، وجود گرافیک در آن‌ها، وجود و میزان صفحات تبلیغاتی در آن‌ها، شکل ظاهری، هدف نشریه، محتویات نشریه، نوع ناشران، نحوه دسترسی.